# Donegal Celtic FC
A Donegal Celtic FC északír labdarúgóklub, amely az első osztályban szerepel. Székhelye a fővárosban, Belfastban található. Hazai mérkőzéseit a Donegal Celtic Parkban rendezi.
A klub fél-professzionális státuszú, játékosainak túlnyomó része a labdarúgás mellett egyéb munkát is vállal.

## Külső hivatkozások
- Hivatalos honlap (angolul)
- Adatlapja az uefa.com-on (angolul)
- Adatlapja Archiválva 2022. április 8-i dátummal a Wayback Machine-ben a foot.dk-n (angolul)
- Adatlapja[halott link] a weltfussballarchiv.com-on (angolul)
- Legutóbbi mérkőzései a soccerway.com-on (angolul)